# Ryōya Yamashita
Ryōya Yamashita (山下 諒也?, Yamashita Ryōya; Shizuoka, 19 ottobre 1997) è un calciatore giapponese, attaccante del Gamba Osaka.

## Carriera

### Gamba Osaka
Il 26 dicembre 2023 viene ufficializzato il suo passaggio al Gamba Osaka, club militante nella massima divisione giapponese. Il 20 aprile 2024 esordisce in J1 League con i nerazzurri subentrando a Welton nel finale della partita in casa degli Urawa Reds, vinta di misura per 1-0. Il 1º giugno successivo, nella gara contro lo Shonan Bellmare giocata ad Hiratsuka valida per la 17ª giornata di campionato, confeziona al 29’ un assist per Takashi Usami, mentre al 63’ con la sua velocità conquista un calcio di rigore (successivamente segnato sempre da Usami).

## Statistiche

### Presenze e reti nei club
Statistiche aggiornate al 16 aprile 2025.
| Stagione           | Club               | Campionato         | Campionato | Campionato | Coppe nazionali | Coppe nazionali | Coppe nazionali | Coppe continentali | Coppe continentali | Coppe continentali | Altre coppe | Altre coppe | Altre coppe | Totale | Totale |
| Stagione           | Club               | Comp               | Pres       | Reti       | Comp            | Pres            | Reti            | Comp               | Pres               | Reti               | Comp        | Pres        | Reti        | Pres   | Reti   |
| ------------------ | ------------------ | ------------------ | ---------- | ---------- | --------------- | --------------- | --------------- | ------------------ | ------------------ | ------------------ | ----------- | ----------- | ----------- | ------ | ------ |
| 2020               | Tokyo Verdy        | J2                 | 41         | 8          | -               | -               | -               | -                  | -                  | -                  | -           | -           | 41          | 8      |        |
| 2021               | Tokyo Verdy        | J2                 | 38         | 7          | CG              | 1               | 0               | -                  | -                  | -                  | -           | -           | -           | 39     | 7      |
| Totale Tokyo Verdy | Totale Tokyo Verdy | Totale Tokyo Verdy | 79         | 15         |                 | 1               | 0               |                    | -                  | -                  |             | -           | -           | 80     | 15     |
| 2022               | Yokohama FC        | J2                 | 41         | 3          | CG              | 1               | 0               | -                  | -                  | -                  | -           | -           | -           | 42     | 3      |
| 2023               | Yokohama FC        | J1                 | 28         | 2          | CG+CdL          | 0+3             | 0+2             | -                  | -                  | -                  | -           | -           | -           | 31     | 4      |
| Totale Yokohama FC | Totale Yokohama FC | Totale Yokohama FC | 69         | 5          |                 | 4               | 2               |                    | -                  | -                  |             | -           | -           | 73     | 7      |
| 2024               | Gamba Osaka        | J1                 | 30         | 1          | CG+CdL          | 6+1             | 2+0             | -                  | -                  | -                  | -           | -           | -           | 37     | 3      |
| 2025               | Gamba Osaka        | J1                 | 8          | 2          | CG+CdL          | 0+2             | 0               | -                  | -                  | -                  | -           | -           | -           | 10     | 2      |
| Totale Gamba Osaka | Totale Gamba Osaka | Totale Gamba Osaka | 38         | 3          |                 | 9               | 2               |                    | -                  | -                  |             | -           | -           | 47     | 5      |
| Totale carriera    | Totale carriera    | Totale carriera    | 186        | 23         |                 | 14              | 4               |                    | -                  | -                  |             | -           | -           | 200    | 27     |